# 2nd Live
2nd Live je druhé koncertní album nizozemské hardrockové skupiny Golden Earring, vydané v roce 1981 společností Polydor Records. Nahráno bylo pomocí mobilního studia Mira Sound. Stejně jako v případě alba Live (1977) jde o dvojalbum, obsahuje celkem dvanáct písní o celkové délce přibližně 73 minut. V nizozemské hitparádě se umístilo na druhé příčce.

## Seznam skladeb
Autory všech písní jsou Barry Hay a George Kooymans, pokud není uvedeno jinak.
| Disk 1 | Disk 1                       | Disk 1                                           | Disk 1 |
| Pořadí | Název                        | Autor                                            | Délka  |
| ------ | ---------------------------- | ------------------------------------------------ | ------ |
| 1.     | Don’t Stop the Show          | Rinus Gerritsen, Hay, Kooymans, Cesar Zuiderwijk | 3:27   |
| 2.     | My Town                      |                                                  | 3:36   |
| 3.     | No for an Answer             |                                                  | 4:45   |
| 4.     | Heartbeat                    | Gerritsen, Hay, Kooymans, Zuiderwijk             | 4:16   |
| 5.     | Save Your Skin               | Gerritsen, Hay, Kooymans, Zuiderwijk             | 8:52   |
| 6.     | I Don’t Wanna Be Nobody Else |                                                  | 6:39   |
| 7.     | Long Blond Animal            |                                                  | 4:51   |

| Disk 2 | Disk 2                | Disk 2                               | Disk 2 |
| Pořadí | Název                 | Autor                                | Délka  |
| ------ | --------------------- | ------------------------------------ | ------ |
| 8.     | Prisoner of the Night |                                      | 6:01   |
| 9.     | Weekend Love          | Gerritsen, Hay, Kooymans, Zuiderwijk | 6:17   |
| 10.    | Sleepwalkin’          |                                      | 6:39   |
| 11.    | I Do Rock N Roll      |                                      | 5:03   |
| 12.    | Slow Down             | Larry Williams                       | 4:33   |
| 13.    | Buddy Joe             |                                      | 3:35   |
| 14.    | Back Home             |                                      | 5:30   |

## Sestava
- Rinus Gerritsen – baskytara, klávesy
- Barry Hay – flétna, zpěv
- George Kooymans – kytara, zpěv
- Cesar Zuiderwijk – bicí